# Вјатичи
Вјатичи су били словенско племе које према Повести минулих лета потиче од племена Љахи од кога се одвојило и населило око реке Оке. Име племена потиче од имена првог владара племена Вјатка.
У 9. веку Вјатичи су плаћали данак Хазарима. Кнез Свјатослав I Кијевски их је покорио 966. године. До 11.века Вјатичи су већ населили басен Москве и околину данашњег града Москве. Захваљујући развоју занатства и трговине, племе је основало већи број градова укључујући: Москву, Колтеск, Дедослав и Неринск. Вјатичи су се бавили ловом (крзном су одавали почаст Хазарима), сакупљањем меда, печурки и дивљих бобица. У другој половини 12. века земља Вјатича је подељена између кнежева Суздаља и Чернигова.